# Philip Pocock

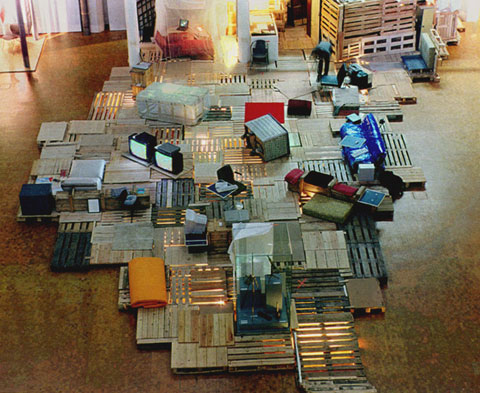
H/u/m/b/o/t (1999)

Philip Pocock (* 1954 in Ottawa) ist ein kanadischer Video-, Installations- und digitaler Künstler.

## Leben und Werk
Pocock studierte Film- und Fernsehproduktion an der New York University Film School. Den Bachelor absolvierte er 1979. Anschließend arbeitete er im Bereich Dokumentarfotografie, bevor er von 1982 bis 1990 eine Lehrtätigkeit im Fach Fotografie am International Center of Photography aufnahm. 1988 war er Gründungsmitglied des Journal of Contemporary Art. 1991 zog er nach Deutschland und ist seit 1994 Professor an der Hochschule Pforzheim. Er lebt in Karlsruhe.
Pocock konzipiert seine documenta X Kommission. Er arbeitete zusammen mit Felix Stephan Huber, Florian Wenz, Udo Noll und an dem Internetprojekt A Description of the Equator and Some ØtherLands, welches 1997 auf der Webseite der documenta X sowie in der Documenta-Halle und in der Kino-Vitrine Kassel Hbf gezeigt wurde.
Außerdem konzipierte, produzierte, direktierte und erarbeitete Pocock 1995 mit einem Team von Architekten, Künstlern, und Programmierern die Installation H|u|m|b|o|t in Zusammenarbeit mit dem Zentrum für Kunst und Medien, dem Goethe-Institut, Wolfgang Staehle, und weiteren.